# Геплер (Канзас)
Геплер (англ. Hepler) — місто (англ. city) в США, в окрузі Кроуфорд штату Канзас. Населення — 90 осіб (2020).

## Географія
Геплер розташований за координатами 37°39′43″ пн. ш. 94°58′13″ зх. д. / 37.66194° пн. ш. 94.97028° зх. д. (37.661901, -94.970216).  За даними Бюро перепису населення США в 2010 році місто мало площу 1,98 км², з яких 1,95 км² — суходіл та 0,02 км² — водойми. В 2017 році площа становила 2,61 км², з яких 2,59 км² — суходіл та 0,02 км² — водойми.

## Демографія
Згідно з переписом 2010 року, у місті мешкали 132 особи в 54 домогосподарствах у складі 37 родин. Густота населення становила 67 осіб/км².  Було 68 помешкань (34/км²).
Расовий склад населення:
| - 99,2 % — білих |

До двох чи більше рас належало 0,0 %. Частка іспаномовних становила 0,8 % від усіх жителів.
За віковим діапазоном населення розподілялося таким чином: 22,0 % — особи молодші 18 років, 62,8 % — особи у віці 18—64 років, 15,2 % — особи у віці 65 років та старші. Медіана віку мешканця становила 44,2 року. На 100 осіб жіночої статі у місті припадало 109,5 чоловіків;  на 100 жінок у віці від 18 років та старших — 102,0 чоловіків також старших 18 років.
Середній дохід на одне домашнє господарство  становив 38 127 доларів США (медіана — 33 125), а середній дохід на одну сім'ю — 39 188 доларів (медіана — 34 375). За межею бідності перебувало 25,6 % осіб, у тому числі 43,8 % дітей у віці до 18 років та 26,9 % осіб у віці 65 років та старших.
Цивільне працевлаштоване населення становило 55 осіб. Основні галузі зайнятості: транспорт — 21,8 %, освіта, охорона здоров'я та соціальна допомога — 21,8 %, роздрібна торгівля — 16,4 %, виробництво — 12,7 %.